# Emile Savoy
Pour les personnes ayant le même patronyme, voir Savoy.
Emile Savoy, né le 6 mai 1877 à Attalens dans le district de la Veveyse, et mort le 26 janvier 1935  à Fribourg, est un homme politique suisse, membre du parti conservateur. Ses archives sont conservées à la Bibliothèque cantonale et universitaire de Fribourg. 

## Publications
- Léon XIII et son enseignement, Arlon, (1904)
- Le Repos dominical, Bruxelles, Schepens, (1904)
- Le Régime électoral de la Belgique, Bâle, (1905)[2]
- L'Ouvrier ardoisier du bassin d'Herbeumont. Monographie Le Play Série 3, La Réforme Sociale, Paris (1905)

- Les Conflits du travail et le contrat collectif du travail, Rapport à l'association populaire catholique Suisse, Fribourg  (1907)
- La Formation de l'ouvrier Fribourg, (1910)
- L'Apprentissage en Suisse Louvain, Peeters; Paris, Larose & Tenin (1910)
- L'Ouvrier chocolatier de la fabrique de chocolat au Lait F-L Cailler à Broc. Collection Le Play, Réforme Sociale, Paris (1913)
- La Réforme pénitentiaire dans le canton de Fribourg Fribourg, Franière (1914)
- Essai de politique agraire fribourgeoise Fribourg, Franière (1919)
- Paupérisme et bienfaisance Fribourg, Franière (1922)
- L'Agriculture à travers les âges, Boccard, Paris. tome I et II (1935)

## Sources
- Georges Andrey, John Clerc, Jean-Pierre Dorand et Nicolas Gex, Le Conseil d’État fribourgeois : 1848-2011 : son histoire, son organisation, ses membres, Fribourg, Éditions de la Sarine, 2012, 143 p. (ISBN 978-2-88355-153-4, lire en ligne), p. 66-67
- Floriane Gasser, « 1916 un espion au Gouvernement de Fribourg ? L'affaire Emile Savoy" », Annales Fribourgeoises, vol. 69,‎ 2007, p. 71-86
- Michel Charrière, Fribourg, un canton, une histoire, 1981, p. 113Avec photographie